# Wanzleben-Börde
Wanzleben-Börde város Németországban, azon belül Szász-Anhalt tartományban. Lakosainak száma 13 669 fő (2023. december 31.).

## A város részei
| - Bergen - Blumenberg - Bottmersdorf - Buch - Domersleben | - Dreileben - Eggenstedt - Groß Rodensleben - Hemsdorf - Hohendodeleben | - Klein Germersleben - Klein Rodensleben - Klein Wanzleben - Meyendorf - Remkersleben | - Schleibnitz - Seehausen - Stadt Frankfurt - Wanzleben |

## Népesség
A település népességének változása:
| Lakosok száma | 14 038 | 13 903 | 13 821 | 13 813 | 13 669 |
|               | 2017   | 2019   | 2021   | 2022   | 2023   |